# 巴什他拉國王體育館

巴什他拉國王體育館是一座位於巴什他拉體育園區的足球場，是巴什他拉國王和謝赫羅素足球會的主場。巴什他拉體育園區位於孟加拉達卡，被認為是孟加拉最大的體育園區之一。它由Volumezero Limited的建築師穆罕默德沙·福伊茲·烏拉赫設計。體育場於2022年2月17日對外開放。可以容納14,000人。

## 外部連結
{{WikidataCoord}} – missing coordinate data